# 慰安婦像撤去運動
慰安婦像撤去運動（いあんふぞうてっきょうんどう）とは慰安婦像と慰安婦の碑を撤去することを目的として実施されている社会運動。
グレンデールに設置されている慰安婦像に隣接された慰安婦の碑には、２０万人以上を性奴隷にしたなどという事が書かれており、このようなものを設置するということは「日本人と日本の国家イメージを著しく貶め、将来への禍根を残す」という主張から撤去するべきという運動や訴訟が行われている。「歴史の真実を求める世界連合会」を参照）。。この慰安婦像や慰安婦の碑の撤去のための署名活動も行われており、2014年1月にはこれを撤去することを求める署名の数が10万件を達成した。
2012年にはニュージャージー州パリセイズ・パーク市の公立図書館に設置されている慰安婦の碑の撤去運動が行われ、署名活動も実施された。